# یواس‌اس آرگوس (پی‌وای-۱۴)
یواس‌اس آرگوس (پی‌وای-۱۴) (به انگلیسی: USS Argus (PY-14)) یک کشتی بود که طول آن ۲۰۷ فوت ۶ اینچ (۶۳٫۲۵ متر) بود. این کشتی در سال ۱۹۲۹ ساخته شد.